# Dare Bernot
Dare Bernot, slovenski agronom in športnik kanuist na divjih vodah, * 22. avgust 1933, Ljubljana, † 1. december 1981, Ajaccio, Korzika. 
Še kot dijak se je v gledališki sezoni 1952/1953 vključil v igralsko skupino Šentjakobskega gledališča v Ljubljani in odigral tri vloge v petinštiridesetih ponovitvah.Diplomiral je iz agronomije 1958 na ljubljanski Fakulteti za agronomijo, gozdarstvo in veterinarstvo. Do 1960 je bil zaposlen v hladilnici podjetja Slovenija sadje v Zalogu, od 1962 pa na Biotehniški fakulteti v Ljubljani, kjer je 1974 postal višji strokovni sodelavec pri Katedri za tehnologijo rastlinskih živil.
Bernot je bil vrhunski športnik kanuist. V letih 1956−1963 je bil petkrat prvak Jugoslavije v kanuju dvokleku na divjih vodah. Z bratom Natanom je na svetovnem prvenstvu 1963 osvojil srebrno medaljo v slalomu. Po končani športni karieri je bil športni funkcionar v kanuističnem športu. Njegovo življenjsko pot je prekinila tragična letalska nesreča Inex-Adrie na Korziki.